# 코르티기관
코르티기관(organ of Corti, 라틴어: organum spirale) 또는 나선기관(spiral organ, 나선기)은 달팽이관 내부의 청각 수용기로, 이것의 기저막이 위아래로 움직이면서 유모세포를 구부려뜨려 수용기전위를 발생시킨다.

## 같이 보기
- 청각
- 속귀
- 사람 세포 유형 목록
- 달팽이 (해부학)
- 달팽이관
- 타원주머니